# Régiment des Landes
Le régiment des Landes est un régiment d’infanterie du royaume de France créé en 1693 et incorporé dans le régiment de Hainault en 1749.

## Création et différentes dénominations
- 3 janvier 1693 : création du régiment des Landes, au nom de cette province
- 10 février 1749 : incorporé au régiment de Hainault

## Colonels et mestres de camp
- 3 janvier 1693 : Adrien de Mailly La Houssaye, comte de Mailly, déclaré brigadier en novembre 1703 par brevet du 3 janvier, † mars 1708
- 3 août 1704 : Alexandre Maximilien Balthasar Dominique de Gand d’Isenguyen, comte de Middelbourg, brigadier le 1er février 1719, maréchal de camp le 20 février 1734, † 30 décembre 1758
- 3 août 1716 : Louis de Frétat, comte de Boissieux[1], brigadier le 1er février 1719, maréchal de camp le 20 février 1734, lieutenant général des armées du roi le 1er mars 1738, † 1er février 1739
- 15 septembre 1730 : Ferdinand Agathange, marquis de Brun[2], brigadier le 20 février 1734, maréchal de camp le 1er mars 1738, lieutenant général des armées du roi le 2 mai 1744, † février 1746
- 16 avril 1738 : Claude-Gustave-Chrétien, marquis des Salles, déclaré brigadier en novembre 1745 par brevet expédié le 1er mai, maréchal de camp le 10 mai 1748, lieutenant général des armées du roi le 17 décembre 1759
- 3 avril 1747 : Pierre Louis Emé de Guiffrey Monteynard, chevalier puis marquis de Marcieu, brigadier le 10 février 1759, déclaré maréchal de camp en décembre 1761 par brevet du 20 février
- 1er janvier 1748 : François Gaspard de Poly Saint-Thiébaud, comte de Poly

## Historique des garnisons, combats et batailles
- 1693 - 1697 : côtes
- 1702 : Rhin
- 1703 : Kehl (20 février - 10 mars), Bavière
- 1704 : Hochstedt (13 août)
- 1705 : Moselle
- 1706 : Flandre, Ramilies (23 mai)
- 11 juillet 1708 : Audenarde
- 11 septembre 1709 : Malplaquet
- 1711 : Arleux
- 1712 : Douai, Le Quesnoy, Bouchain
- 1733 : Allemagne, Kehl (13 octobre - 29 octobre)
- 1734 : Ettlingen, Philippsbourg (2 juin - 18 juillet)
- 1744 : Alpes
- 19 juillet 1747 : col de l’Assiette

## Personnalités ayant servi au régiment

### François Gaspard de Poly Saint-Thiébaud, comte de Poly
Lieutenant au régiment d'infanterie de Maine le 28 juillet 1727 il sert, durant la guerre de Succession de Pologne aux sièges de Gera d'Adda, de Pizzighettone  et du château de Milan en 1733 à ceux de Torde Novarre et de Sarravalle aux mois de janvier et de février 1734 à l'attaque de Colorno et à la bataille de Parme au mois de juin , à la bataille de Guastalla au mois de septembre, et obtint une compagnie dans le régiment des Cuirassiers du Roi par commission du 16 octobre. Il la commanda aux sièges de Revere , de Reggio et de Gonzague, à la marche dans le Trentin en 1735 et rentre en France avec son régiment en mai 1736.

Engagé dans la guerre de Succession d'Autriche, il commande sa compagnie à l'armée de Flandre qui se tint sur la défensive en 1742,  à la bataille de Dettingen en 1743, aux sièges de Menin et d'Ypres, puis au camp de Courtrai en 1744, à la bataille de Fontenoy, aux sièges des villes et des citadelles de Tournai, d'Audenarde, de Dendermonde et d'Ath en 1745, au siège de Bruxelles et à la bataille de Raucoux en 1746, et à la bataille de Lauffeld en 1747.

Il devient colonel du « régiment d'infanterie des Landes » par commission du 1er janvier 1748, et le commande à l'armée d'Italie jusqu'à la paix.

Il devient mestre de camp d'un régiment de cavalerie de son nom, le régiment de Poly cavalerie, par commission du 31 janvier 1749 et il se démet du régiment des Landes. Il commande le régiment de cavalerie au camp de Richemont en 1755, à la bataille de Rossbach le 5 novembre 1757, à la bataille de Sandershausen, à la prise de Cassel et de la Hesse, à la marche dans l’Électorat de Hanovre , à la bataille de Lutzelberg en 1758.

Brigadier par brevet du 10 février 1758, il est employé à l'armée d'Allemagne par Lettres du 1er mai 1758, et il combat à Minden puis il continua d'être employé en Allemagne par Lettres des 1er mai 1760 et 1761, et ayant été déclaré au mois de décembre maréchal de camp, dont le brevet lui avait été expédié le 20 février précédent, il se démet de son régiment, et n'est plus employé en 1762.  

## Drapeaux
3 drapeaux dont un blanc colonel, et 2 drapeaux d’ordonnance « rouges & jaunes façonnez dans les 4 quarrez, & croix blanches ».

Drapeau d’ordonnance
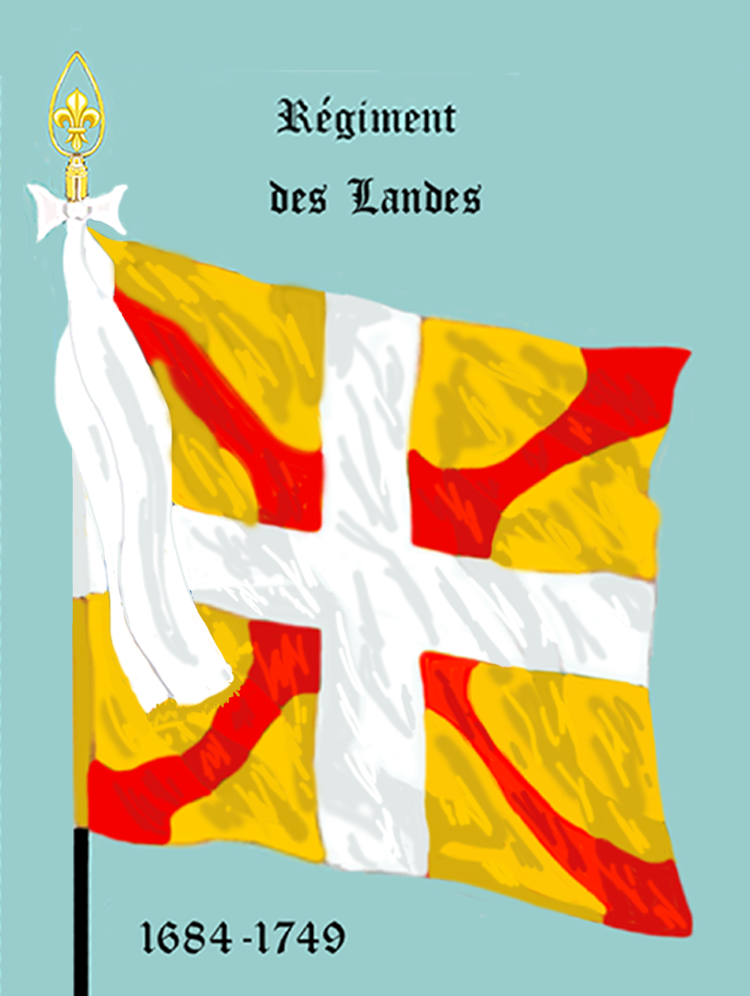
régiment des Landes de 1693 à 1749

## Habillement

Uniformes
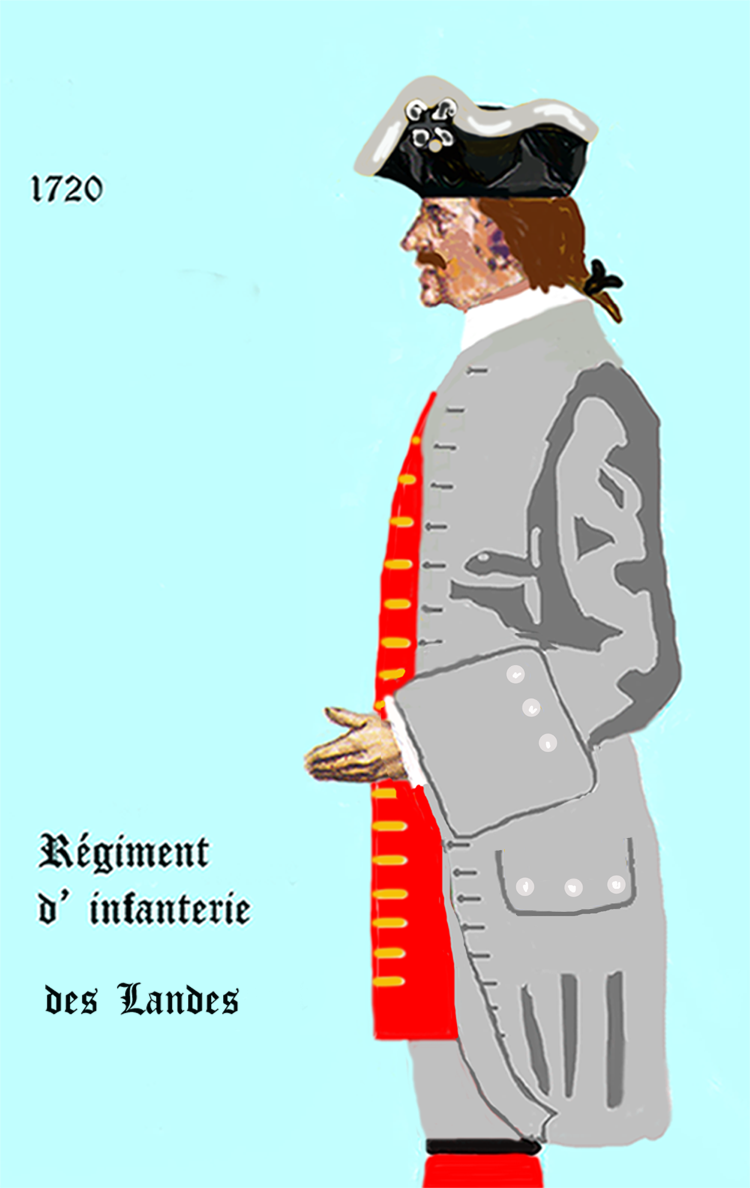
régiment des Landes de 1720 à 1734
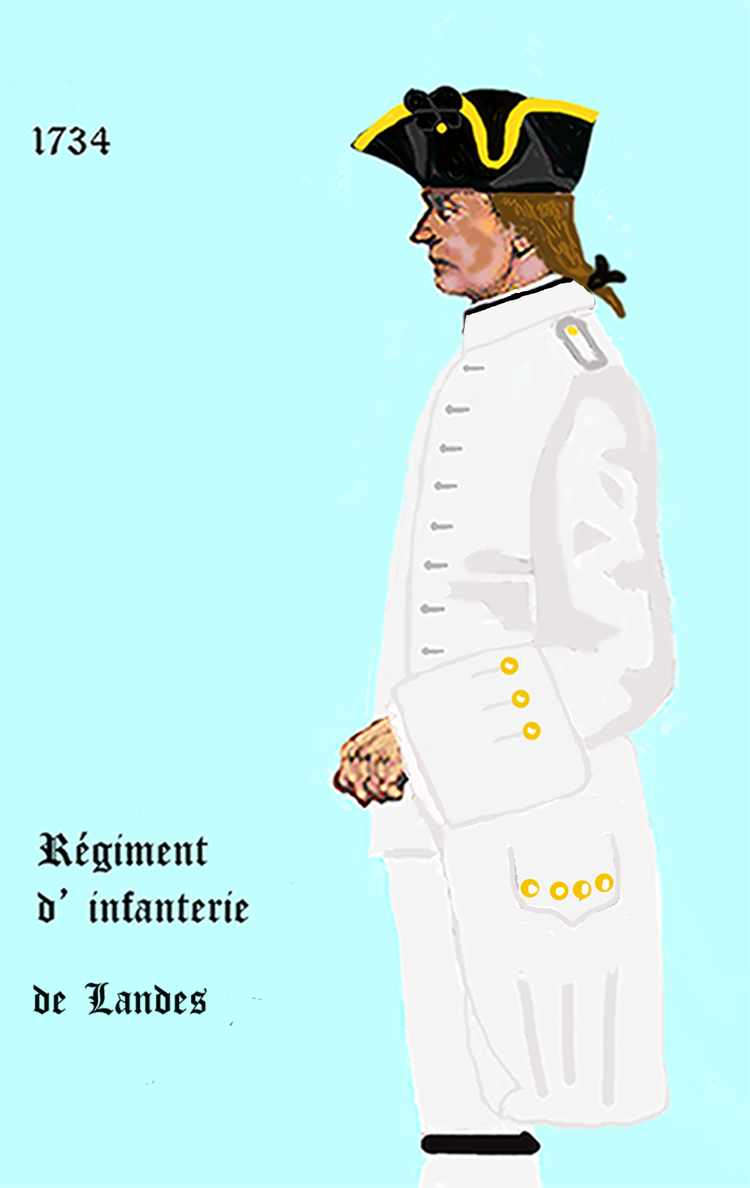
régiment des Landes de 1734 à 1749